# Viaggio apostolico di Francesco in Cile e Perù 2018
Nel suo XXII Viaggio apostolico, papa Francesco si è recato in Cile e Perù.
Si tratta del secondo Pontefice ad aver visitato i due Stati del Sud-America.
Nello specifico si tratta della seconda visita compiuta in Cile, dopo quella di Giovanni Paolo II nel 1987, mentre è stata la terza volta che un Papa si reca in Perù, dopo le due visite di Giovanni Paolo II nel 1985 e 1988.
È stata, invece, la prima volta che un Pontefice si è recato in Amazzonia.